# Masur
För andra betydelser, se Masur (olika betydelser).

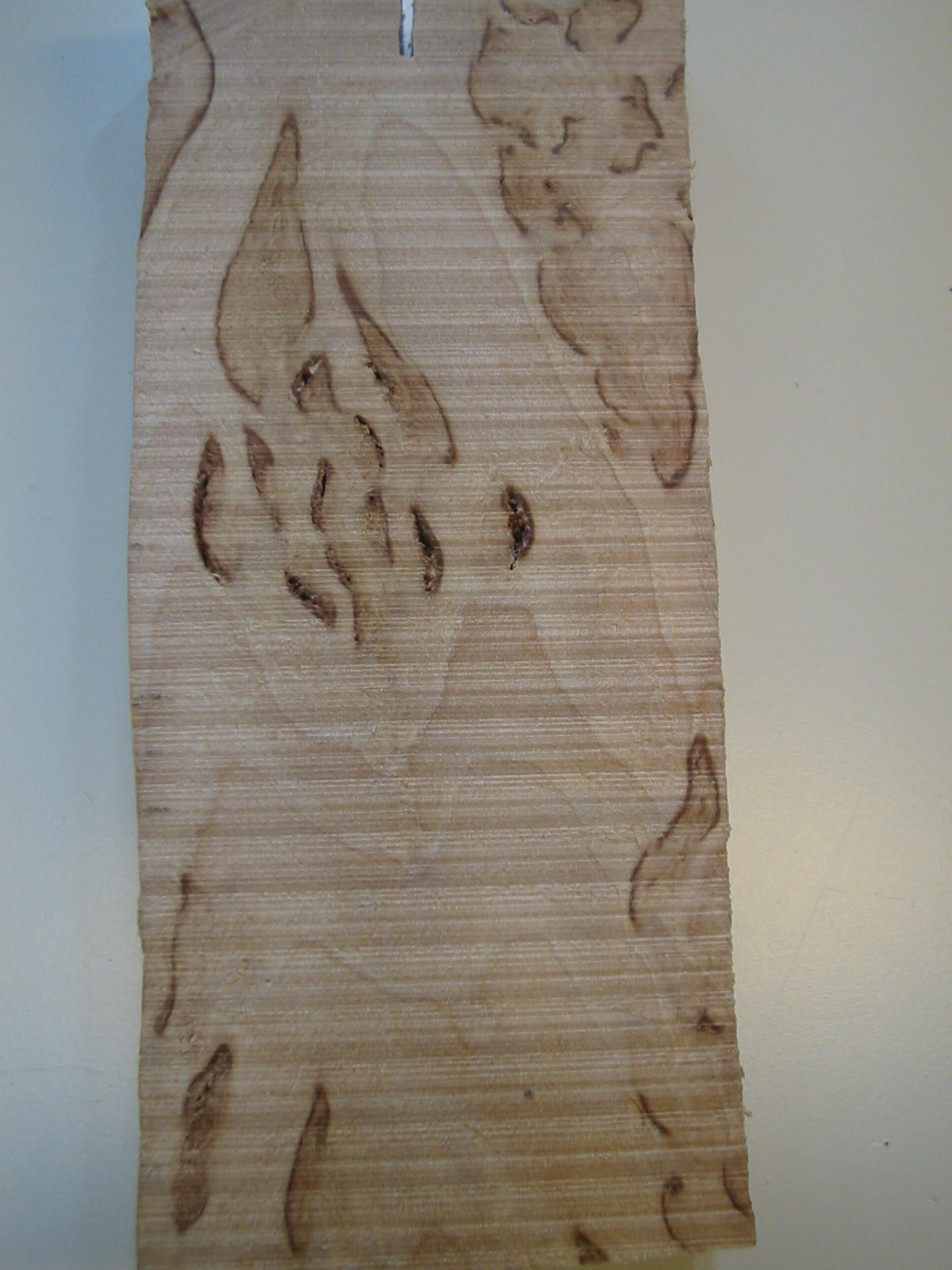
Snitt av masur hos vårtbjörk ("masurbjörk").

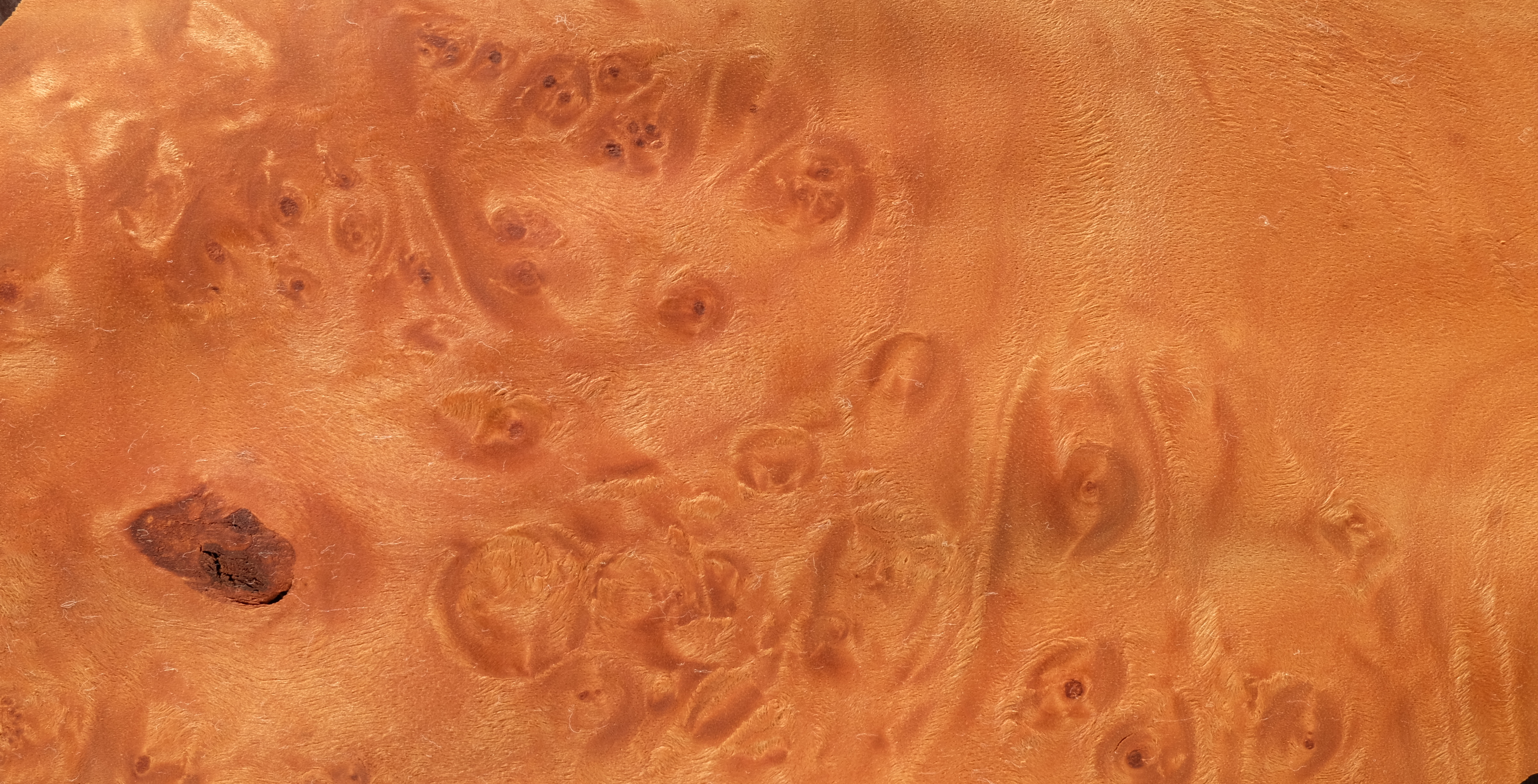
Snitt av masur hos lönn.

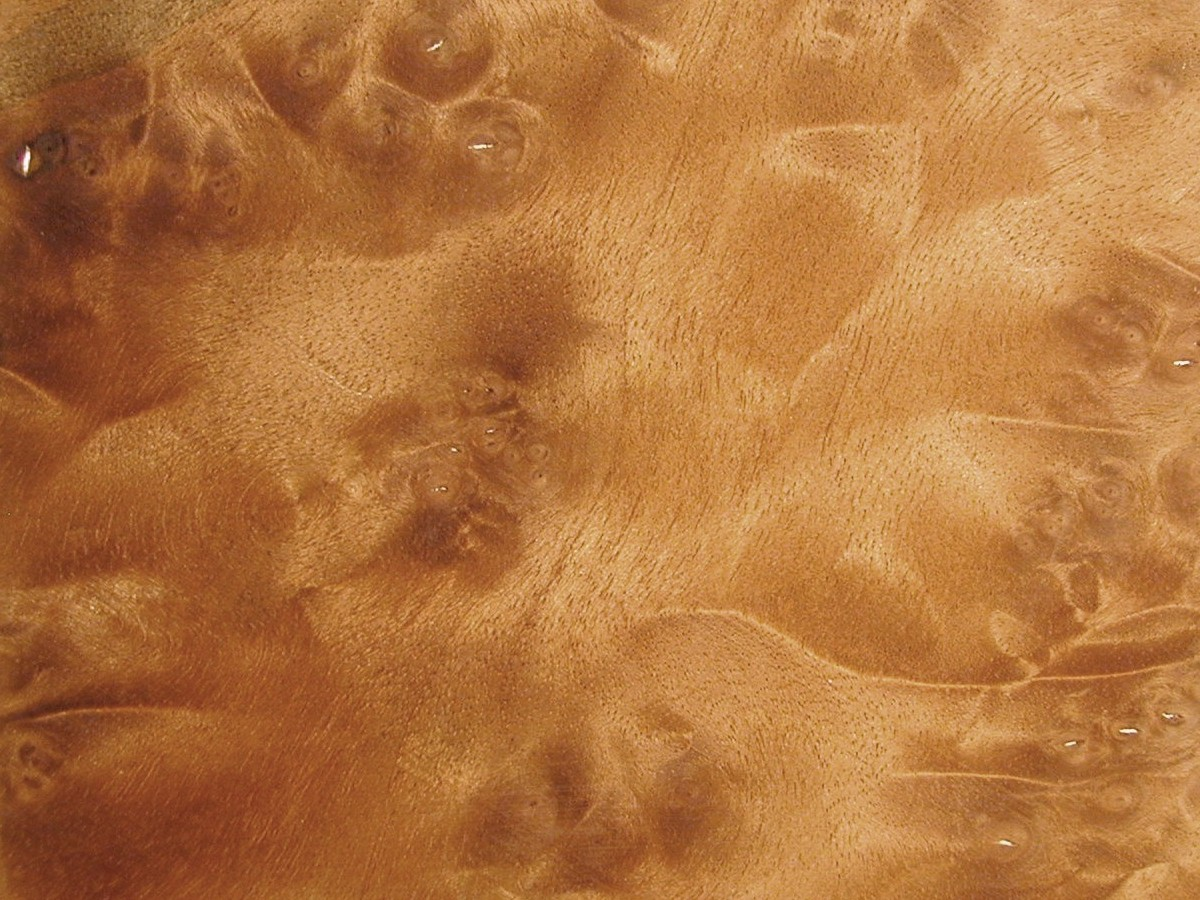
Snitt av masur hos valnöt.

Masur kallas en flammig och vågig struktur i virke på grund av onormalt orienterade celler och årsringar. Virke med masurbildning kallas masurvirke eller masurved och är hårdare och har en större klyvhållfasthet än normalt virke. Masurbildningen anses vara genetiskt betingad.

## Förekomst
Masurbildning förekommer mest bland lövträd som björk (dock enbart hos vårtbjörk och glasbjörk), rönn, al, asp, alm, ek, och lönn, men kan även förekomma hos barrträd, mest lärkträd, tall, idegran, och amerikansk sekvoja.
Ibland kan mörkare barkelement förekomma i mönstret, som då kallas "brun masur". Detta har uppstått genom att kambiet under trädets årliga diametertillväxt spruckit och sedan läkts. Sårvävnaden med dess barkelement har då vallats över.
Masur uppstår oftast i form av knölar på stammen, kallade vrilar, masurknölar, knosor eller kosor. En annan typ av masur uppkommer när lövträd bildar en stor mängd sovande knoppar inom ett begränsat område under barken, ofta synliga som bulor på stammens nedre del. Detta är vanligt hos t.ex. klibbal och alm, där sådant virke kallas alrot eller almrot.

## Användning
Inom möbelindustri och slöjdhantverk är masurvirke, framför allt brun masur, synnerligen eftertraktat på grund av sin vackra struktur. Det används för finare snickeriarbeten, antingen massivt eller som faner. Svarvade dryckeskärl från vrilar hos masurlönn blev populära i Nord- och Västeuropa under medeltiden. I Sverige är framställning av skålar och bägare från vrilar känd sedan 1500-talet, tidigast i Västergötland, men masurträ har använts långt tidigare än så. I en mansgrav vid Rösta, Ås socken i Jämtland hittades en kniv med skaft av masurbjörk, daterad till vikingatiden. I samma grav hittades även vapen, ridutrustning, ett par mynt samt handelsredskap som vikter och vågar.

## Kloning av masurträd
Sedan mitten av 1970-talet har man i Finland klonat exemplar av masurbjörk (varieteten Betula pendula var. carelica), men även klibbal, rönn och asp, som har extremt utbredd masurbildning. Plantor från de klonade moderträden, vissa med garanterat masurvirke ända till toppen, har sedan dess planterats ut på många håll, bland annat i Sverige, eftersom virket är eftertraktat och betingar ett mycket högt pris. Även vid Uppsala universitet har man framgångsrikt klonat masurbjörkar.